# Turza Wilcza
Turza Wilcza – wieś w Polsce położona w województwie kujawsko-pomorskim, w powiecie lipnowskim, w gminie Tłuchowo.

## Historia i podział administracyjny
W wyniku badań naukowców w z UW, na ziemiach Turzy Wilczej i Michałkowa odnaleziono ślady starożytnych cmentarzysk oraz grobów, oraz odkryto łużycki odłam kultury pomorskiej, co świadczy o zaludnieniu tych ziem w okresie VII - III wiek p.n.e. Od 17 stycznia 1867 r. wioska ta należy do gminy Tłuchowo. W latach pięćdziesiątych w wyniku zmiany gmin na gromady, Turza Wilcza trafiła do gromady w Jasieniu.  W latach 1975–1998 miejscowość administracyjnie należała do województwa włocławskiego.

## Demografia
W latach 1998–2021 liczba mieszkańców wzrosła o 2,2%.
Na 285 mieszkańców współczynnik feminizacji wynosi 113 (53% wsi) i jest nieco większy w stosunku do Polski, a maskulinizacji 89.

### Grupy wieku produkcyjnego (Narodowy Spis Powszechny Ludności i Mieszkań2021 rok)
| Grupa wieku      | Grupa wieku      | Mężczyźni  | Mężczyźni   | Kobiety    | Kobiety     |
| ---------------- | ---------------- | ---------- | ----------- | ---------- | ----------- |
| przedprodukcyjny | przedprodukcyjny | 14,2%      | 19          | 26,5%      | 48          |
| 20,7%            | 59               | 14,2%      | 19          | 26,5%      | 48          |
| produkcyjny      | produkcyjny      | 73,9%      | 99          | 55%        | 83          |
| 63,9%            | 182              | 73,9%      | 99          | 55%        | 83          |
| poprodukcyjny    | poprodukcyjny    | 15,4%      | 16          | 18,5%      | 28          |
| 15,4%            | 44               | 15,4%      | 16          | 18,5%      | 28          |
| procentowo       | liczba osób      | procentowo | liczba osób | procentowo | liczba osób |

| Grupa wieku      | wieś Turza Wilcza (ogólnie) | m     | k     | województwo kujawsko-pomorskie (ogólnie) | m     | k     |
| ---------------- | --------------------------- | ----- | ----- | ---------------------------------------- | ----- | ----- |
| przedprodukcyjny | 20,7%                       | 14,2% | 26,5% | 18%                                      | 19,1% | 17%   |
| produkcyjny      | 63,9%                       | 73,9% | 55%   | 59,5%                                    | 65,3% | 54,1% |
| poprodukcyjny    | 15,4%                       | 15,4% | 18,5% | 22,5%                                    | 15,6% | 28,9% |

### Gospodarstwa domowe (Narodowy Spis Powszechny Ludności i Mieszkań2002)
| ilość osób w domu | liczba |
| ----------------- | ------ |
| 1                 | 21     |
| 2                 | 21     |
| 3                 | 6      |
| 4                 | 13     |
| 5 i więcej        | 23     |

| rodzaj                    | liczba |
| ------------------------- | ------ |
| jednoosobowe              | 21     |
| wielosobowe jednorodzinne | 59     |
| wielosobowe dwurodzinne   | 2      |
| wielosobowe nieodzinne    | 2      |